# Archie Alexander

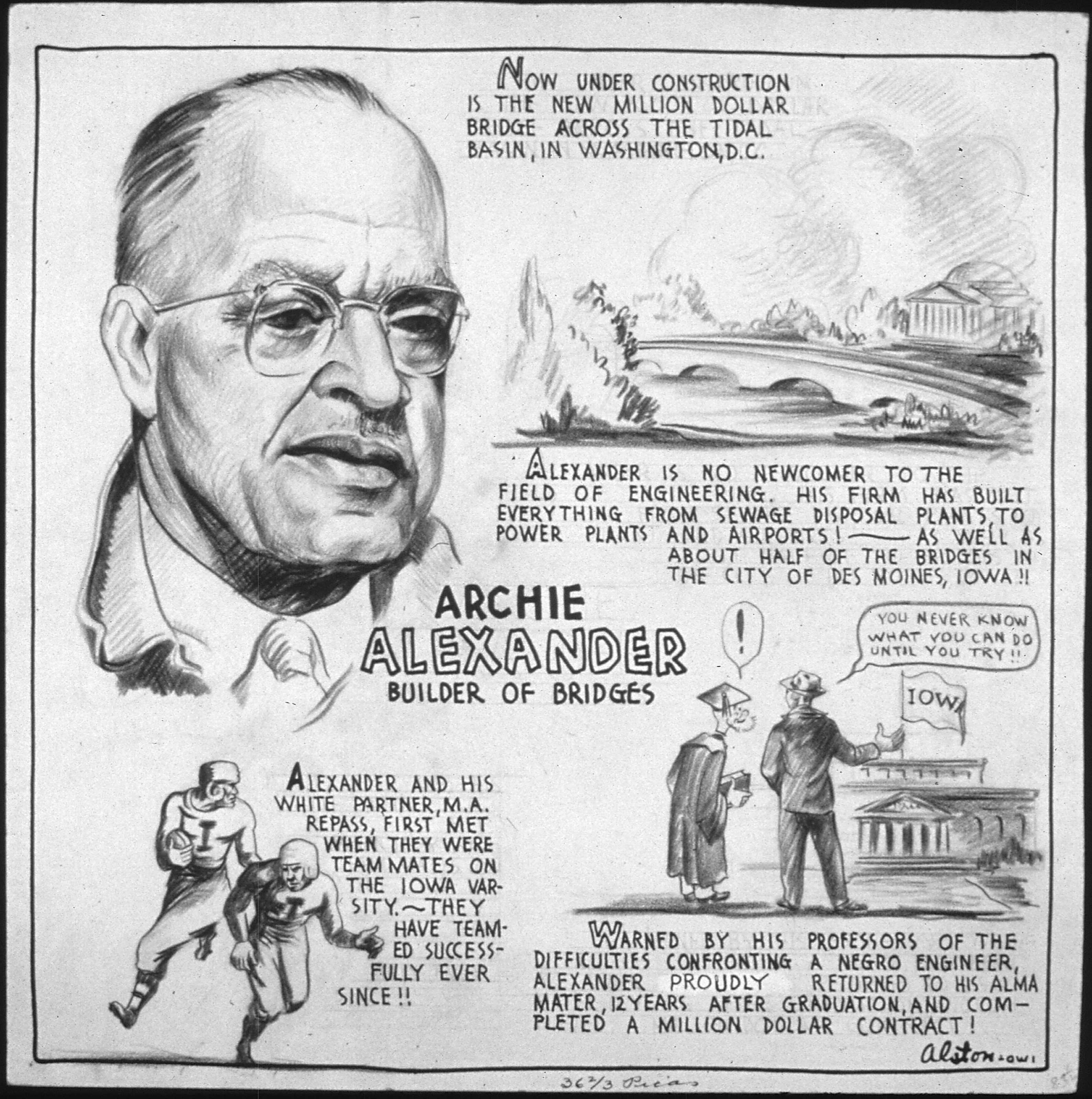
Karikatur zu Archie Alexander aus dem Jahr 1943

Archibald Alphonse „Archie“ Alexander (* 14. Mai 1888 in Ottumwa, Iowa; † 4. Januar 1958 in Iowa) war ein US-amerikanischer Bauingenieur und Politiker. In den Jahren 1954 und 1955 war er Gouverneur der Amerikanischen Jungferninseln.

## Werdegang
Archie Alexander besuchte zunächst verschiedene Schulen in Iowa. Als einer der ersten Afroamerikaner absolvierte er die University of Iowa und studierte dort Bauingenieurwesen. Zwischenzeitlich war er für die Des Moines National Bank tätig. Später arbeitete er auch für eine Baufirma, die vor allem Brücken errichtete. Er sah seine berufliche Zukunft in der Brückenarchitektur. Dieses Fach studierte er in London sowie an der University of Iowa. Im Jahr 1929 gründete er die Firma Alexander & Repass, mit der er für den Rest seines Lebens verbunden blieb. Das Unternehmen baute vor allem Brücken und Straßen, aber auch Flugfelder und sogar das Klimasystem der Iowa State University.
Im Jahr 1934 war er eines von zwölf Mitgliedern einer Kommission zur Untersuchung der sozialen und wirtschaftlichen Bedingungen in Haiti. 1946 wurde er zum Ehrendoktor für das Fach Bauwesen der Howard University in Washington, D.C. ernannt. Politisch war er Mitglied der Republikanischen Partei. Im Jahr 1954 wurde Alexander von Präsident Dwight D. Eisenhower als Nachfolger von Morris Fidanque de Castro zum Gouverneur der Amerikanischen Jungferninseln ernannt. Dieses Amt bekleidete er zwischen dem 9. April 1954 und dem 17. Oktober 1955. Er war dort der erste republikanische Gouverneur seit Einführung der Zivilverwaltung im Jahr 1931. Alexander geriet aber schon bald in den Verdacht, seine alten Geschäftspartner im Baugewerbe bei entsprechenden Aufträgen zu bevorzugen. Diese Vorgänge wurden sogar vom US-Repräsentantenhaus untersucht. Daraufhin trat Alexander, offiziell aus gesundheitlichen Gründen, von seinem Amt zurück. Er starb am 4. Januar 1958 in Iowa.